# هرمان المكويست
هِرْمان المْكْوِيْست (بالسويدية: Herman Napoleon Almkvist)‏ Hermann Nap Almquist (ت. 1322 هـ / 1904 م) هو مستشرق سويدي.
كان أستاذاً للعربية في كلية أوبسالا. من آثاره: نشر قسماً من رحلة ابن بطوطة.